# Petru Godiac
Petru Godiac (n. 1 octombrie 1967, Talmaza, raionul Ștefan Vodă) este un politician român-moldovean, luptător pentru integritatea teritorială a Republicii Moldova în cadrul conflictului din Transnistria. Începând cu luna aprilie 1992, s-a alăturat și a ajutat în luptele armate pe membrii așa-numitului grup „Ilașcu”, alături de Ilie Ilașcu, Alexandru Leșco, Tudor Petrov-Popa, Andrei Ivanțoc și Valeriu Garbuz, fiind arestat în iunie 1992 și condamnat de curtea supremă a Republicii Moldovenești Nistrene, nerecunoscută internațional, la doi ani de detenție pentru ajutorul dat luptătorilor din Grupul ,,Ilașcu" în timpul războiului de pe Nistru. Godiac a fost eliberat la 12 iunie 1994, după ce și-a ispășit condamnarea. După ce s-a tratat un timp îndelungat, Petru Godiac, părăsit de soție, s-a stabilit definitiv  în România, la Cluj Napoca.
El a fost decorat prin decret prezidențial cu cea mai înaltă distincție de stat din Republica Moldova, Ordinul Republicii.